# 埃爾巴鎮區 (密歇根州拉皮爾縣)
埃爾巴鎮區（英語：Elba Township）是位於美國密歇根州拉皮爾縣的一個行政鎮區。

## 地方資料
埃爾巴鎮區的面積為88.10平方千米，當中陸地面積為85.00平方千米，而水域面積為3.10平方千米。根據2020年美國人口普查的數據，當地共有人口5235人，而人口密度為每平方千米59.42人。